# Fabresema sarramea
Fabresema sarramea är en fjärilsart som beskrevs av Holloway 1979. Fabresema sarramea ingår i släktet Fabresema och familjen björnspinnare. Inga underarter finns listade i Catalogue of Life.